# Liste des ponts sur le Han
La liste des ponts sur le Han regroupe les ponts qui franchissent le Han depuis sa formation par la jonction du Han du Nord et du Han du Sud jusqu'à son estuaire dans la mer Jaune. Le Han étant exposé à la mousson, il peut subir des crues très violentes et atteindre un débit de 36 000 m³/s. En conséquence, son lit est très large (près d'un kilomètre) mais comme il traverse une région très peuplée, l'agglomération de Séoul (24 millions d'habitants), de nombreux ponts (27) le franchissent.

## Du confluent à Séoul
- Pont de Paldang
- Pont de Gangdong

## Ville de Séoul

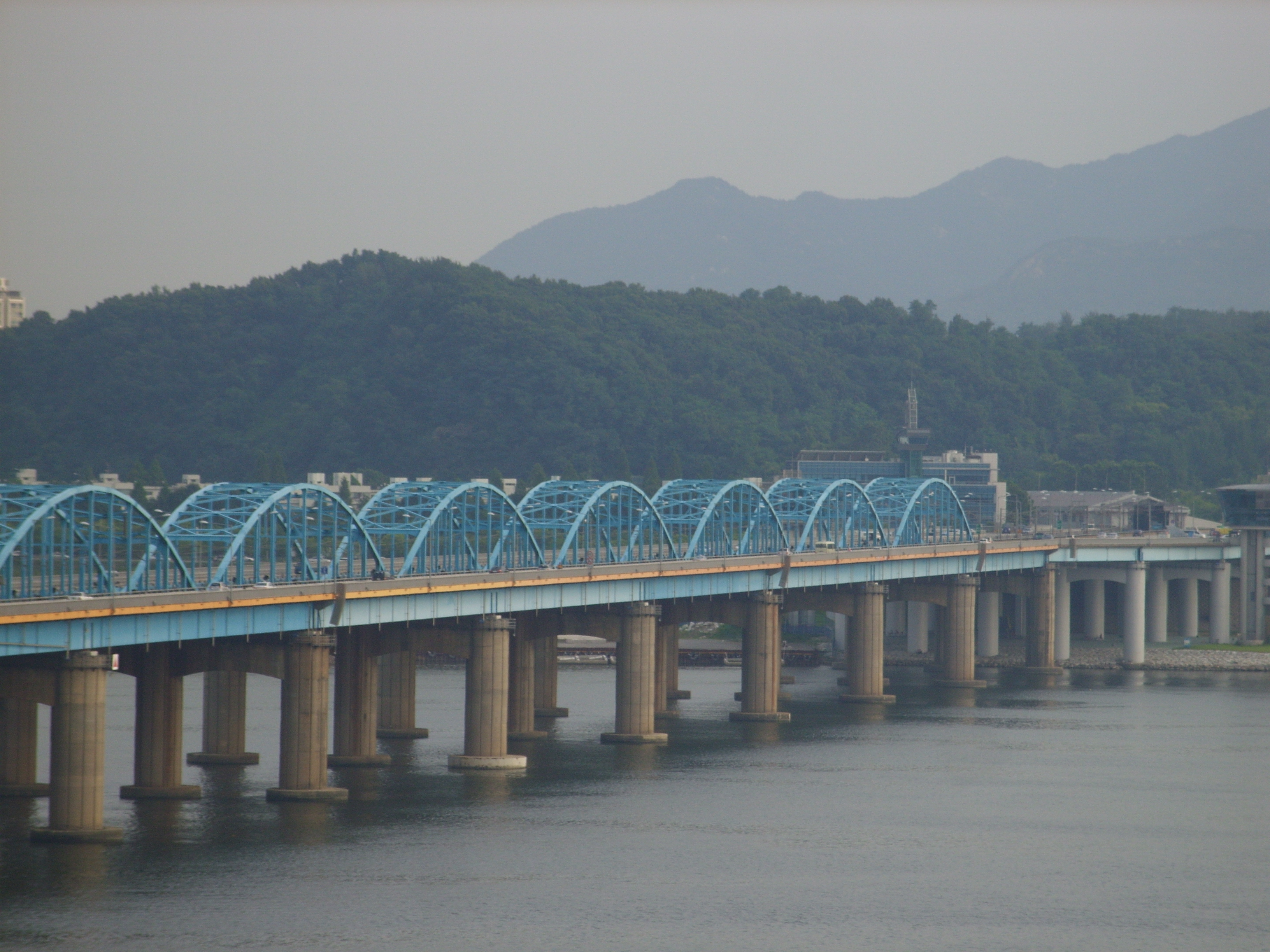
Le pont de Dongjak (1330 m) à Séoul

Plus de vingt ponts permettent de franchir le fleuve :
- Pont de Gwangjin (Hangeul : 광진교 Hanja : 廣津橋) situé en amont de la ville
- Pont de Cheonho (Hangeul : 천호대교 Hanja : 千戶大橋) : comprenant un étage ferroviaire pour la ligne 5 du métro séoulite et un étage pour la circulation automobile
- Pont Olympique (Hangeul : 올림픽대교)
- Pont ferroviaire de Jamsil (Hangeul : 잠실철교 Hanja : 蠶室鐵橋) : Pont ferroviaire emprunté par la ligne 2 du métro
- Pont de Jamsil (Hangeul : 잠실대교 Hanja : 蠶室大橋)
- Pont de Cheongdam (Hangeul : 청담대교 Hanja : 淸潭大橋) : comprenant un étage ferroviaire pour la ligne 7 du métro séoulite et un étage pour la circulation automobile
- Pont de Yeongdong (Hangeul : 영동대교 Hanja : 永東大橋)
- Pont de Seongsu (Hangeul : 성수대교 Hanja : 聖水大橋)
- Pont de Dongho (Hangeul : 동호대교 Hanja : 東湖大橋) : comprenant un étage ferroviaire pour la ligne 3 du métro séoulite et un étage pour la circulation automobile
- Pont de Hannam (Hangeul : 한남대교 Hanja : 漢南大橋)
- Pont de Banpo (Hangeul : 반포대교 Hanja : 盤浦大橋) avec Pont de Jamsu (Hangeul : 잠수교 Hanja : 潛水橋)
- 1er pont de Seorae (Hangeul : 서래1교 Hanja : 西來1橋)
- 2e pont de Seorae (Hangeul : 서래2교 Hanja : 西來2橋)
- 3e pont de Seorae (Hangeul : 서래3교 Hanja : 西來3橋)
- Pont de Dongjak (Hangeul : 동작대교 Hanja : 銅雀大橋) : comprenant un étage ferroviaire pour la ligne 4 du métro séoulite et un étage pour la circulation automobile
- Pont du Han (Hangeul : 한강대교 Hanja : 漢江大橋)
- Pont ferroviaire du Han (Hangeul : 한강철교 Hanja : 漢江鐵橋)
- Pont de Wonhyo (Hangeul : 원효대교 Hanja : 元曉大橋) qui est le prolongement du Pont Yeoui (Hangeul : 여의교 Hanja : 汝矣橋)
- Pont de Mapo (Hangeul : 마포대교 Hanja : 麻浦大橋) qui est le prolongement du Pont Séoul (Hangeul : 서울교)
- Pont de Sogang (Hangeul : 서강대교 Hanja : 西江大橋) qui est le prolongement du Pont Yeoui-2 (Hangeul : 여의2교 Hanja : 汝矣2橋)
- Pont ferroviaire de Dangsan (Hangeul : 당산철교 Hanja : 堂山鐵橋) : Pont ferroviaire emprunté par la ligne 2 du métro séoulite.
- Pont de Yanghwa (Hangeul : 양화대교 Hanja : 楊花大橋)
- Pont de Seonyu (Hangeul : 선유교 Hanja : 仙遊橋)
- Pont de Seongsan (Hangeul : 성산대교 Hanja : 城山大橋)
- Pont de Gayang (Hangeul : 가양대교 Hanja : 加陽大橋) situé en aval de la ville

## De Séoul à la mer
- Pont de Banghwa
- Pont de Haengju
- Pont de Gimpo
- Pont de Ilsan